# Eduardo García de Sola
Eduardo García de Sola (Granada, 1952) és un advocat i polític andalús establert al País Valencià, diputat al congrés dels Diputats en la V Legislatura.
Llicenciat en dret, treballà com a advocat i gestor administratiu. Militant del Partido Popular, duran la dècada de 1990 en fou secretari del comitè local d'Elx. El 1995 va substituir en el seu escó José Cholbi Diego, elegit diputat a les eleccions generals espanyoles de 1993. Fou vocal de la Comissió d'Educació i Cultura i de la Comissió d'Economia, Comerç i Hisenda del Congrés dels Diputats.